# 瓜昂河畔吉莱
瓜昂河畔吉莱（法語：Guiler-sur-Goyen）是法国菲尼斯泰尔省的一个市镇，属于坎佩尔区（Quimper）普洛加斯泰圣日尔曼县（Plogastel-Saint-Germain）。该市镇总面积11.25平方公里，2009年时的人口为485人。

## 人口
瓜昂河畔吉莱人口变化图示